# Vår Fru av Rosenkransens katolska kyrka
Vår Fru av Rosenkransens katolska kyrka (tidigare Tabernaklet och Baptistkyrkan) är en kyrkobyggnad i hörnet av Eneströmsgatan och Tingvallagatan i stadsdelen Tingvallastaden i Karlstad.

## Historia
Baptistförsamlingen bildades 1 juni 1878. 1906 förvärvade man tomten vid Eneströmsgatan med målet att uppföra en större och mer ändamålsenlig kyrka. Församlingen gav, efter många års insamlande, stadsarkitekten Carl Crispin uppdraget att rita den nya kyrkan. 1925 invigdes den nya kyrkan, som då Tabernaklet, utformad i en venetiansk och orientaliskt inspirerad klassicism. I bottenvåningen fanns affärslokaler som kunde hyras ut. Kyrkan byggdes till på 1960-talet och fick senare ändrat namn till Baptistkyrkan. I och med att Karlstads baptistförsamling och Karlstads missionsförsamling gick samman i Tingvallakyrkan våren 2013 koncentrerades verksamheten till Tingvallakyrkan. Sista gudstjänsten  Equmeniakyrkans regi i Baptistkyrkan hölls den 4 maj 2014. 
Kyrkan såldes 27 juni 2014 till Vår Fru av Rosenkransens katolska församling och anpassades  under hösten 2014 för att bli Karlstads nya katolska kyrka. Invigningen av den som katolsk kyrka ägde rum 29 november 2014.

### Notförteckning
1. 1 2  Om församlingen Arkiverad 25 november 2015 hämtat från the Wayback Machine., Läst 24 november 2015
2. ↑  Vår Fru av Rosenkransens katolska församling, kyrktorget.se Arkiverad 25 november 2015 hämtat från the Wayback Machine., Läst 17 november 2015

### Källförteckning
- Karlstad med kulturhistoriska ögon. 2, Husen kring Frödingsparken. Karlstad: Föreningen Karlstad lever. 2012. Libris 13552185. ISBN 978-91-977990-1-0